# Hayato Sakamoto
Hayato Sakamoto (坂本 勇人), (Itami(伊丹市), Prefectura de Hyōgo(兵庫県), Japón, 14 de diciembre de 1988) es un jugador de béisbol Japonés. Juega de parador en corto y su actual equipo son los Yomiuri Giants de la Liga Central de Japón.
- Datos: Q1038888
- Multimedia: Hayato Sakamoto / Q1038888